# Aiden Lovekamp
Aiden Lovekamp (26 agosto 2005) è un attore statunitense.
Conosciuto soprattutto per il ruolo del giovane Bobby Fisher in La grande partita, e per aver interpretato prima Wyatt in Paranormal Activity 4 e poi Hunter Rey in Paranormal Activity - Dimensione fantasma.

## Biografia
È comparso con ruoli sia principali che secondari in vari film, tra i quali La grande partita, in cui interpreta il giovane Bobby Fisher, eCooties, nel ruolo dell'antagonista principale, Racer Dopkins.
Compare in due capitoli della saga Paranormal Activity, ossia in Paranormal Activity 4 e Paranormal Activity - Dimensione fantasma.
Ha recitato nella serie di Prime Video Just Add Magic, in cui veste i panni di Buddy Quinn. Nel 2012 compare inoltre in un episodio di Scandal e di CSI - Scena del crimine.

## Filmografia

### Cinema
- The Time Being (2012)
- Lonely Boy (2013)
- The Boy (2015)
- Paranormal Activity 4 (2012)
- La grande partita (2014)
- Cooties (2014)
- The Invitation (2015)
- Paranormal Activity - Dimensione fantasma (2015)

### Televisione
- CSI - Scena del crimine (CSI: Crime Scene Investigation) - serie TV, 1 episodio (2012)
- Scandal - serie TV, 1 episodio (2015)
- Just Add Magic - serie TV, 20 episodi (2016-2019)

## Doppiatori italiani
Nelle versioni in italiano delle opere in cui ha recitato, Aiden Lovekamp è stato doppiato da:
- Lorenzo D'Agata in Paranormal Activity 4.
- Mattia Fabiano ne La grande partita

## Riconoscimenti
- Young Artist Award
  - 2016 - Migliore interpretazione in un lungometraggio per La grande partita